# House Park
House Park is een stadion, waarin 6.500 zitplaatsen zijn. Het stadion staat in Austin, Texas.
Het stadion wordt gebruikt door verschillende sportteams uit de stad Austin, Texas. Austin Aztex FC dat uitkomt in de USSF Division 2 Professional League en de Austin Outlaws dat speelt in de Women's Football Alliance. Verschillende sportteams van scholen uit de stad maken ook gebruik van het stadion.